# 马卫华
马卫华（1919年—1985年），中国人民解放军将领、中国人民解放军开国少将。
曾任中国人民解放军第64军副军长兼参谋长。1955年，授予中国人民解放军少将。1969年，担任中国人民解放军北京军区参谋长。